# Liste der zyprischen Botschafter in Osttimor
Diese Liste führt die zyprischen Botschafter in Osttimor auf.

## Hintergrund
Zypern verfügt über keine diplomatische Vertretung in Osttimor. Zuständig ist der Hochkommissar Zyperns in Canberra.
| Name               | Amtszeit | Anmerkungen                       |
| ------------------ | -------- | --------------------------------- |
| ?                  |          |                                   |
| Ioanna Malliotis   | 2015–?   | Akkreditierung: 17. Februar 2015  |
| Martha Mavrommatis | 2021–?   | Akkreditierung: 11. November 2021 |